# Philip Banse

Philip Banse

Philip Banse (* 31. Juli 1972) ist ein deutscher Journalist und Podcaster.

## Leben
Banse studierte in Hamburg und Berlin Geschichte, Politik und Russisch. Er ist zudem Absolvent der Berliner Journalisten-Schule. 1995 arbeitete er als Reporter in Kirgistan, Tadschikistan und Afghanistan. Anschließend war er von 1996 bis 1997 Redakteur der Wolgazeitung in Saratow, bevor er 1998 als fester freier Mitarbeiter zum Deutschlandradio kam. Für diesen Sender berichtete Banse 1999 aus Georgien und Abchasien.
Banse lebt in Berlin und arbeitet für den Deutschlandfunk, dctp.tv und den Heise-Verlag. Er berichtet vorwiegend über Themen aus dem Bereich der Wirtschaftspolitik, der Netzpolitik und der Netzkultur (Sendungen Umwelt und Verbraucher und Hintergrund im Deutschlandfunk, Breitband bei Deutschlandfunk Kultur).
2005 gründete Banse gemeinsam mit Kollegen, die ebenfalls für öffentlich-rechtliche Sender tätig sind, den Podcast Küchenradio, der 2006 für einen Grimme Online Award nominiert wurde. Unter dem Dach des Küchenstudios entstanden seitdem weitere Podcastformate. Seit März 2016 gestaltet Banse zusammen mit Ulf Buermeyer den tagespolitischen Podcast Lage der Nation.

## Auszeichnungen
Für seine Reportage Nudeleintopf und verbrannte Erde – das Kosovo wurde er 2001 mit dem dritten Platz beim Axel-Springer-Preis in der Kategorie „Hörfunk“ ausgezeichnet. 2006 erhielt er für seine 2005 für SWR2 produzierte Reportage Pension Büchler – Deutsche Arbeitslose und polnische Wanderarbeiter Tür an Tür den Deutsch-Polnischen Journalistenpreis.

## Veröffentlichungen
- zusammen mit Ulf Buermeyer: Baustellen der Nation, Ullstein Hardcover, Berlin 2023, ISBN 978-3-550-20241-4.